# Sonic Drift
Sonic Drift – komputerowa gra wyścigowa z serii Sonic the Hedgehog wydana w 1994 roku w Japonii na przenośną konsolę Game Gear. W grze występują Sonic the Hedgehog, Miles „Tails” Prower, Amy Rose i Doktor Eggman. Gracz ściga się ze swoimi przeciwnikami w gokartach.